# Débarcadères de Kribi
Les débarcadères de Kribi sont une série de ports de pêche autour de la ville de Kribi dans le sud côtier du Cameroun.

## Contexte
Kribi, capitale du département de l’Océan dans la région du Sud au Cameroun, compte 10 débarcadères. Cinq sont concentrés dans le périmètre urbain. Les décharges fluviales explique l'abondance des espèces halieutiques sur les côtes du Cameroun.

## Localisations
Les débarcadères de Kribi se trouvent au CECOPAK, situé au cœur de la ville de Kribi, où les prix du poissons ont plus élevés par la proximité de l'agglomération, et 4 autres aussi le long de la côte. Les plus importants sont (1) Mboa-Manga, (2) Ngotte Wamié, (3) Nzami-Lycée, (4) Nziou. Les débarcadères plus éloignés sont à Bwambé, Londji, Ebodjie et Campo situés respectivement à 10, 20, 50 et 70 km de Kribi.

## Activités
| Vidéo externe |                                                   |
|               | Le débarcadère de Kribi au Cameroun\|21 avr. 2013 |

La plus grande partie de la pêche fraîche est débarquée et vendue à des acheteurs professionnels, mareyeurs ou transformateurs depuis les cinq débarcadères urbains. La production et les volumes de poissons échangés est aléatoire. La demande de poissons connait des variations.

### Coopérative des pêcheurs - Cecopak
Les incertitudes du marché poussent les autorités à organiser le centre communautaire de pêche artisanale de Kribi (CECOPAK) qui est construit au débarcadère de Mboa-Manga. Financé par l’aide de la Coopération japonaise pour environ 3 millions d'€, c'est le marché aux poissons à la plus forte population de pêcheurs, mareyeurs, transformateurs, consommateurs et touristes.
Les jours de marché sont mercredi et samedi,.
La Cecopak est une innovation organisationnelle dans la commercialisation du poisson frais au Cameroun. Les transactions sont moins opaques (balances précises, circulation facile) et le travail  des vendeurs et acheteurs est simplifié (avec des aides comme la conservation via une fabrique de glace). Il est administré par un comité avec des représentants du ministère des pêches.

#### Les pêcheurs
95 % de pêcheurs sont Camerounais ; des Batanga, Bulus sont la majorité, 5 % sont des Nigérians. Il est principalement une activité d'hommes.

#### Les mareyeurs
Ce sont les revendeurs de poissons; ce secteur est dominé par les femmes. Elles sont 75%. Elles investissent dans la pêche et les Batanga et les Bamiléké sont les plus grands mareyeurs.

#### Les braiseuses de poissons
Ce sont souvent les femmes des pêcheurs.
Les débarcadères sont regroupés souvent par ethnies. Le débarcadère du Cecopak est le plus important des 5 débarcadères de Kribi.

### Saisons de pêche
La "saison de pêche", période de l'année où le volume des poissons pêchés et le plus abondant, s'étend de la fin de la saison des pluies vers fin novembre  etdébut décembre jusqu'au mois de février. Les prix du poisson baissent. Les pêcheurs dénoncent la destruction des rochers près de la côte, où la reproduction du poisson se fait. Une situation qui les oblige à aller pêcher en haute mer; lieux de plus de dangers.